# Terrence Lasker
Terrence Lasker (20 ottobre 1977) è uno schermidore statunitense.

## Palmarès
In carriera ha conseguito i seguenti risultati:
- Giochi Panamericani:

Winnipeg 1999: bronzo nella sciabola a squadre.